# حملة من أجل حرية المعلومات
حملة من أجل حرية المعلومات (بالإنجليزية: Campaign for Freedom of Information) هي مجموعة ضغط مقرها المملكة المتحدة تناضل من أجل الوصول إلى حرية المعلومات في المملكة المتحدة وترفض السرية غير الضرورية التي تفرضها الحكومة البريطانية على المعلومات.
ولا تتبع هذه الحركة أي حزب سياسي.
ويعمل موريس فرانكل مديرًا لهذه الحملة.

## الحملة في الأدب القصصي
تقبل شخصية السير أرنولد روبنسون التي تناولتها السلسلة التلفزيونية الناجحة Yes Minister (نعم أيها الوزير) رئاسة "حملة من أجل حرية المعلومات"، وفي سلسلة Yes, Prime Minister (نعم رئيس الوزراء) التلفزيونية، تظهر هذه الشخصية عادة في هذا الدور، أكثر من عدم استخدامها لمساعدة السير همفري في تسريب المواد التي سوف تدمر الحكومة (بمجرد تأكده من أن المعلومات المسربة غير دقيقة).

## وصلات خارجية
- Official website